# Lew Kowarski

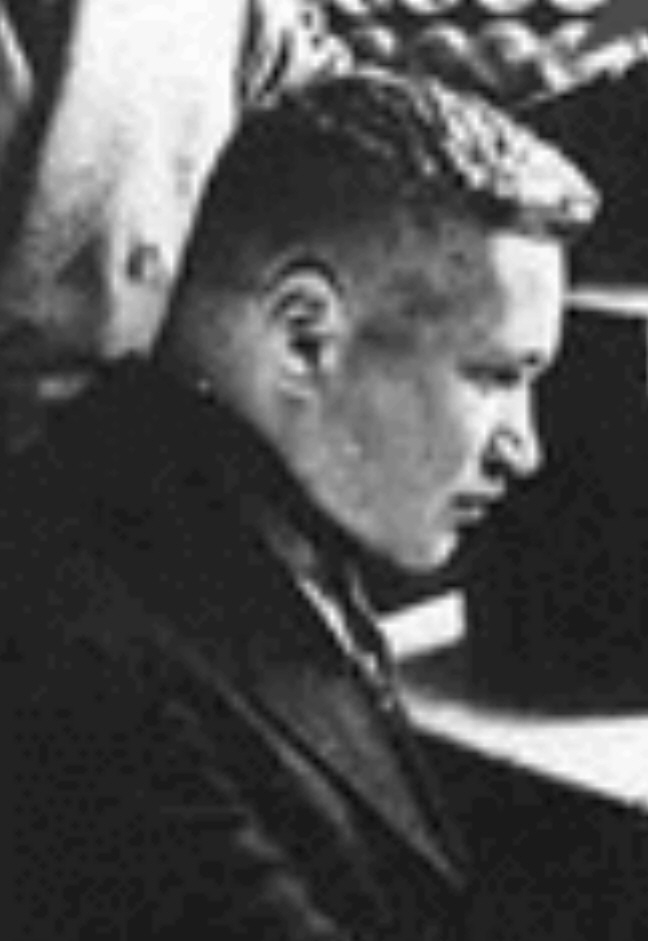
Lew Kowarski (1942)

Lew Kowarski (São Petersburgo, 1907) físico Russo, depois de estudos na URSS, foi para a Bélgica e mais tarde para a França, onde frequentou a Universidade de Lyon e tirou o curso de engenheiro químico em 1928. Durante os nove anos seguintes foi secretário técnico de uma firma industrial enquanto fazia investigação a meio-tempo de princípio em bio-química no laboratório de um hospital, e depois em física molecular na qual conseguiu o seu doutoramento, orientado por Jean Perrin, e finalmente em física nuclear enquanto secretário a meio-tempo de Frédéric Joliot no Colégio de França.

## Reacção em cadeia
Em 1937 o Dr. Kowarski recebeu uma bolsa que lhe permitiu ir trabalhar no laboratório do Professor Joliot, e foi aí em Fevereiro de 1939 que com Frédéric Joliot e H. von Halban realizaram a experiência fundamental que provou que os neutrões eram produzidos pela fissão nuclear do urânio. Seis meses mais tarde, os mesmos produziram a primeira reacção em cadeia, comprovada, mas não capaz de se automanter por falta de uma fonte de neutrões. Conseguiram que a Noruega, na véspera da sua invasão lhes forneça o estoque mundial de água pesada.
Quando a França foi ocupada em 1940 Halban e Kowarski levaram os 185 Kg de água pesada para a Inglaterra assim como os registos das experiências e prosseguiram os trabalhos na Universidade de Cambridge, onde provaram que uma reacção nuclear controlada era possível. Quatro anos mais tarde quando da construção do primeiro reactor nuclear fora dos EUA foi construído, L. Kowarski foi encarregado do seu desenho e construção.

## CEA
De volta a França depois da guerra, foi nomeado director científico do Comissariado da Energia Atómica (CEA) aquando da sua criação em 1946, onde foi responsável pelo desenvolvimento da física pura e aplicada e pelo desenho e construção do primeiro reactor nuclear francês.

## Premissas do CERN
Entre 1946 e 1948 foi conselheiro da delegação francesa junto da Comissão das Nações Unidas para o controlo da energia atómica. Foi aí que o CERN teve as suas premissas com discussões informais entre cientistas e diplomatas reunidos por outras razões mas vendo perfeitamente como a Europa estava decadente em relação à pesquisa fundamental. O Dr. Kowarski não só tomou parte nestas discussões mas também no desenvolvimento da Organização depois do seu reconhecimento pela UNESCO em 1950. Reuniu a história desses anos no relatório "An account of the origin an beginnigs of CERN".

## CERN
Lew Kowarski foi um dos primeiros empregados do Conselho Europeu para a Pesquisa Nuclear já que começou a trabalhar ainda nas instalações provisórias perto do aeroporto de Cointrin em Genebra como chefe da divisão Serviços Técnicos e Científicos (STS) . Depois enquanto que director do Grupo do Laboratório, encarregado da planificação de todo o complexo do sítio; edifícios, métodos administrativos, regras financeiras e pesquisa e desenvolvimento para os dois aceleradores que aí se iriam construir, depois de ter tido um dos que muito trabalharam para a criação desta organização conjuntamente com Pierre Auger, Raoul Dautry e François de Rose pela França, Edoardo Amaldi pela Itália e Niels Bohr pela Dinamarca. e por isso é considerado como um dos pais fundadores da organização que hoje é a Organização Europeia para a Pesquisa Nuclear.

## Informática
Em 1961 com a aumento substancial da computação e aparelhos de medida ligados a técnicas de detecção visual, tais actividades, juntamente com o Serviço Científico de Informação (SCI) - que incluíam a biblioteca e as publicações científicas do CERN - foram organizados como Divisão de Tratamento de Dados (Data Handling Division) da qual L. Kowarski era o director.
Desde 1956 foi Conselheiro Científico do director da Agência Europeia da Energia Nuclear (OCDE).